# Emilian Ślusarczuk
Emilian Ślusarczuk (ur. 7 stycznia 1889, zm. 1940 w ZSRR) – major piechoty Wojska Polskiego, ofiara zbrodni katyńskiej.

## Życiorys
Urodził się 7 stycznia 1889 jako syn Mikołaja.
W piechocie C. K. Armii został mianowany chorążym z dniem 1 września 1908, potem awansowany na stopień podporucznika z dniem 1 listopada 1911. Był oficerem 58 pułku piechoty w Stanisławowie, a od około 1914 stamtąd przydzielony od okręgu uzupełnień w Stanisławowie. Po wybuchu I wojny światowej awansowany na stopień porucznika z dniem 1 sierpnia 1914. Pozostawał oficerem 58 p.p. do 1918.
Po odzyskaniu przez Polskę niepodległości wstąpił do Wojska Polskiego. Zweryfikowany w stopniu kapitana piechoty ze starszeństwem z dniem 1 czerwca 1919, a następnie awansowany na stopień majora ze starszeństwem z dniem 15 sierpnia 1924. Służył w 61 pułku piechoty w Bydgoszczy, gdzie w 1923 był p.o. dowódcy batalionu sztabowego, a w 1924 był kwatermistrzem. W 1928 był dowódcą II batalionu w 49 pułku strzelców w Kołomyi. Później został przeniesiony w stan spoczynku. W 1934, jako emerytowany major, był przydzielony do Oficerskiej Kadry Okręgowej nr VI jako oficer przewidziany do użycia w czasie wojny i pozostawał wówczas w ewidencji Powiatowej Komendy Uzupełnień Kołomyja II.
Po wybuchu II wojny światowej i agresji ZSRR na Polskę z 17 września 1939 na terenach wschodnich II Rzeczypospolitej został aresztowany przez sowietów. W 1940 został zamordowany przez NKWD. Jego nazwisko znalazło się na tzw. Ukraińskiej Liście Katyńskiej opublikowanej w 1994 (został wymieniony na liście wywózkowej 64/1-58 oznaczony numerem 2715, jego tożsamość została podana jako Emilian Śludarczuk). Ofiary tej części zbrodni katyńskiej zostały pochowane na otwartym w 2012 Polskim Cmentarzu Wojennym w Kijowie-Bykowni.

## Odznaczenia
- Krzyż Jubileuszowy Wojskowy (przed 1909)[5]
- Krzyż Pamiątkowy Mobilizacji 1912–1913 (przed 1914)[10]